# Русовичи
Русовичи (укр. Русовичі) — село в Поромовской сельской общине Владимирского района Волынской области Украины.
До 2020 года входило в Иваничевский район.
Код КОАТУУ — 0721183305. Население по переписи 2001 года составляет 17 человек. Почтовый индекс — 45314. Телефонный код — 3372. Занимает площадь 4,1 км².